# Zovu me Trinity
Zovu me Trinity (talijanski Lo chiamavano Trinità) je talijanska vestern komedija iz 1970. koju je režirao i napisao E.B. Clucher. To je četvrti od ukupno 17 filmova u kojima su zajedno glumili Bud Spencer i Terence Hill, ali njihov prvi humoristične prirode jer su prije glumili zajedno samo u ozbiljnim vesternima. Zbog velikog komercijalnog uspjeha, koji je polučio i jedan nastavak, Trinity je i dalje moje ime, te razne komedije u kojima su Hill i Spencer ponavljali obrasce iz ovog filma (nevoljka suradnja dvojice različitih likova; tučnjava sa zlikovcima), mnogi pripisuju Clucheru da je "otkrio" dobitnu formulu za tu dvojicu komičara.
Isprva su George Eastman i Pietro Martellanza predviđeni za glavne uloge, ali se Clucher predomislio te umjesto njih dao uloge Hillu i Spenceru. Roger Ebert je film prozvao jednim od prvih primjera parodije tzv. "špageti vesterna".

## Radnja
Divlji zapad. Trinita (talijanski za "Trojstvo") je jedan od najbržih revolveraša svoje generacije te putuje spavajući na ležaju kojeg vuče njegov konj. Zbog brzine, dobio je nadimak "desna ruka vraga". Stigne u jedan mali gradić i tamo sretne svojeg krupnijeg brata, Bambina (talijanski za "dijete"), "lijeva ruka vraga", koji se u gradu predstavlja kao mjesni šerif kako bi sakrio činjenicu da je pravi šerif u međuvremenu upucan te da tamo čeka svoje suradnike kako bi ukrao nežigosane konje.
U blizini vlada sukob između sebičnog gradonačelnika Harrimana, bogatog vlasnika stoke, i miroljubivih mormona koji su se naselili na plodnoj dolini. Harriman unajmljuje razbojnike koji redovito uznemiruju i teroriziraju mormone kako bi ih otjerali sa zemlje koju Harriman želi prisvojiti sebi i za svoje konje. Trinita se umiješa u sukob i zaljubi u jednu djevojku mormona. Uspijeva nagovoriti nevoljkog Bambina da mu pomogne braniti bespomoćne mormone kojima religija zabranjuje nasilje. Trinita, Bambino i njegova dva suradnika krenu mormone proučavati obrani. Kada Harrimanovi razbojnici ponovno stignu u dolinu, mormoni krenu u ogromnu tučnjavu s njima, uz pomoć i podršku Trinitija i Bambina. Na kraju, Bambino i njegova dva suradnika odlaze prema Kaliforniji. Trinita želi ostati s djevojkom, ali kada sazna koliki ga "krepostan" život očekuje u mormonskom društvu, bježi te slijedi Bambina.

## Glume
- Terence Hill – Trinita
- Bud Spencer – Bambino
- Farley Granger – gradonačelnik Harriman
- Steffen Zacharias – Jonathan
- Dan Sturkie – Tobias
- Gisela Hahn – Sarah
- Elena Pedemonte – Judith

## Kritike
| „              | Ono što bi ja zbilja rado napravio jednog dana (rekao je Carlo) je napraviti parodiju tih vesterna. Snimili smo toliko puno tih talijanskih vesterna da smo sigurno zaslužili pravo od toga napraviti parodiju. Pogotovo zato što tako volimo vesterne. To je bilo prije dvije godine, a možda je Zovu me Trinity rezultat takve želje...Kako drugačije objasniti predivan kraj u Trinityju? Hill i Spencer se sukobe sa zlikovcima, ali odbace svoje pištolje, što je hereza za talijanski vestern, te ih pretuku samo zahvaljujući svojim šakama. A borbe su toliko stilizirane da izgledaju kao spoj velikog produkcijskog broja iz Sedam nevjesta sa sedmero braće i kratkometražnog filma Stanlija i Olija o ekipi za građevinu. Publika talijanskih vesterna tradicionalno se smije nasilju. Jednom za promjenu, ovog puta je doista i smiješno. | ” |
| — Roger Ebert, | |   |

| „                  | Parodijski karakter Zovu me Trinity oduševljava ljubitelje talijanskog vesterna stoga jer, iako parodira svoje uzore, istodobno ukazuje poštovanje tom žanru. Također nudi pametnu priču i uspjeli humor...Dvoje glavnih glumaca, Bud Spencer i Terence Hill, su ovdje već po četvrti put zajedno bili pred kamerama, ali Trinity se ipak smatra pravim trenutkom rođenja najlegendarnijeg "dvojca sa šakama" u povijesti filma. | ” |
| — Florian Tritsch, | |   |

## Vanjske poveznice
- Zovu me Trinity u internetskoj bazi filmova IMDb-a
- Zovu me Trinity na Rotten Tomatoes
- Fan site o filmu (talijanski)